# Lipowina

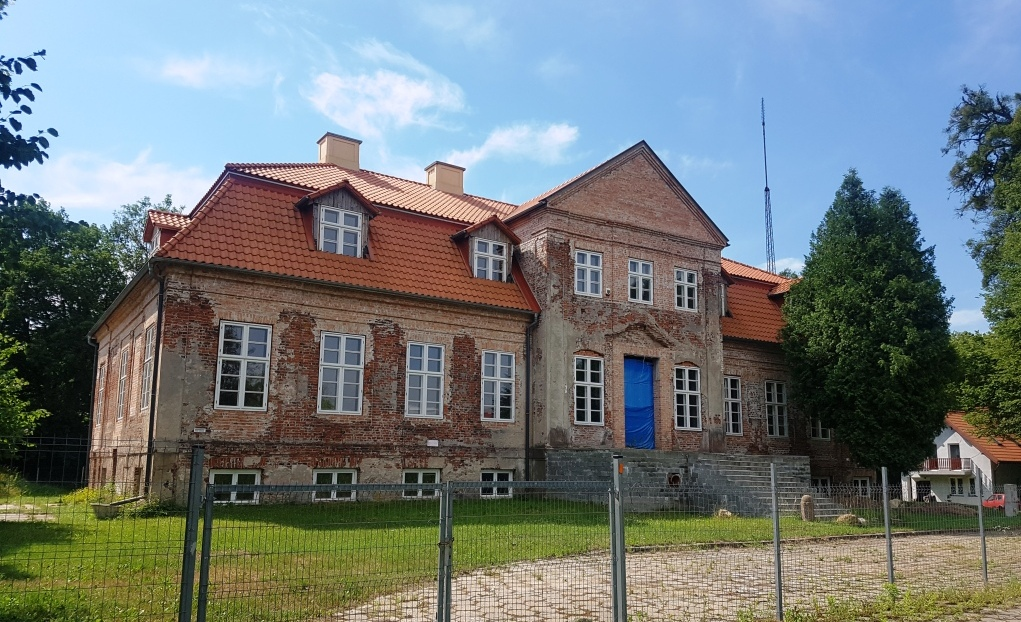
Herrenhaus

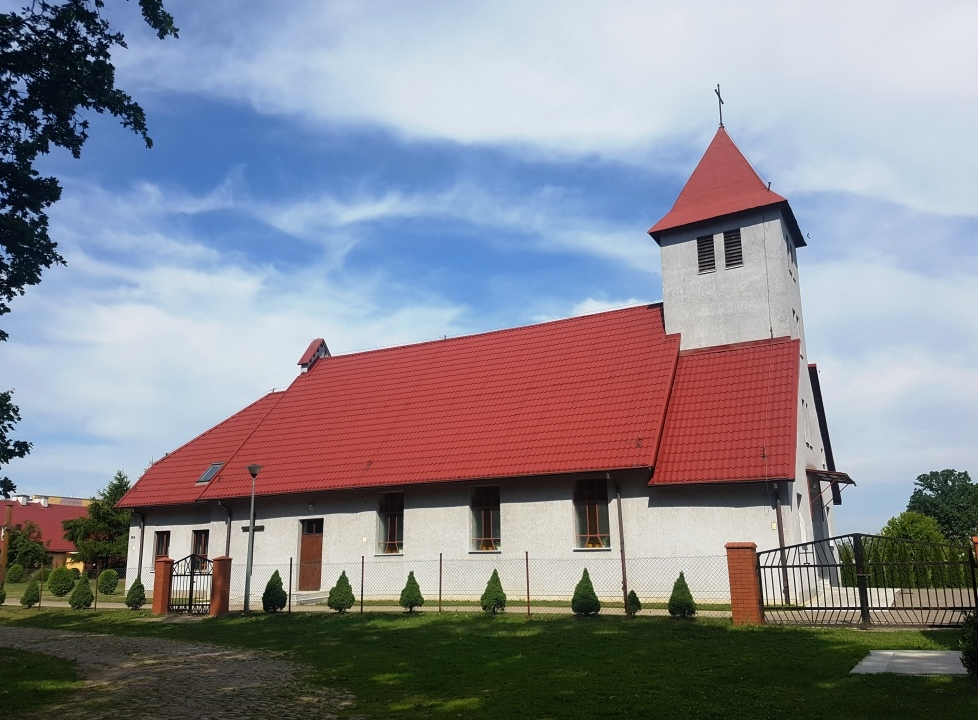
Kirche der hl. Maria, der Königin Polens in Lipowina

Lipowina [lipɔˈvina] (deutsch Lindenau, Kreis Heiligenbeil/Ostpreußen) ist eine Siedlung im Nordwesten der polnischen Woiwodschaft Ermland-Masuren. Sie gehört zur Landgemeinde Braniewo im Powiat Braniewski (Braunsberg).

## Geographische Lage
Lipowina liegt 13 Kilometer südwestlich der Kreisstadt Braniewo (Braunsberg) an der polnischen Woiwodschaftsstraße 507, die in südöstliche Richtung bis nach Dobre Miasto (Guttstadt) im Powiat Olsztyński (Kreis Allenstein) führt. In Lipowina mündet eine Nebenstraße ein, die von dem polnisch-russischen Grenzort Gronowo (Grunau) kommt und dabei Kalinówek (Einigkeit) passiert, von wo aus man vor 1945 die frühere Kreisstadt Heiligenbeil (heute russisch: Mamonowo), heute in der russischen Oblast Kaliningrad (Königsberger Gebiet) gelegen, in nur drei Kilometern erreichen konnte. 
Die Schnellstraße S 22 von Elbląg zur Weiterfahrt über die russische Fernstraße 27A-002 bis nach Kaliningrad verläuft vier Kilometer westlich von Lipowina und ist über die Anschlussstelle Braniewo Połnoc zu erreichen.
Das zwei Kilometer weiter westlich gelegene Grodzie ist Bahnstation an der Bahnstrecke Olsztyn Gutkowo–Braniewo.

## Geschichte
Das alte Gutsdorf Lindenau wurde am 5. März 1339 erstmals urkundlich erwähnt. Damals war es im Besitz des Nikolaus Tolkyne. Dieser verlieh an jenem Tag dem Heinrich Bestmann das Gericht im Dorf Lindenau zu freiem Besitz.
Im Jahre 1444 verkaufte Jost von Kirstansdurff die Güter Lindenau und Breitlinde (heute polnisch: Wola Lipowska) an die Familie Kalnein, und Herzog Albrecht von Preußen erneuerte im Jahre 1567 zugunsten von Johann von Kalnein auf Kilgis (heute russisch: Krasnoarmeiskoje, früher: Sareschnoje) die Handfeste über den umfangreichen Besitz.
Unter den ihm folgenden Gutsherren von Lindenau und Breitlinde ragte Albrecht von Kalnein (1611–1683) hervor. Der Landrat und Hauptmann zu Rastenburg (Kętrzyn) wurde 1654 Mitglied der Regierung in Königsberg (Preußen) (Kaliningrad), dann Oberburggraf und 1664 Präsident des Oberappellationsgerichts. Das Gut Lindenau war sein Landsitz, den er noch um Güter wie Strauben (Strubiny), Bahnau Mühle (Banowski Młyn) und einen Krug in Rosenberg (Krasnoflotskoje) erweiterte.
Sein Nachfolger Hans Albrecht von Kalnein übergab die Lindenauer Güter im Jahre 1704 an Joachim Melchior von Bredow, der auch die Güter Breitlinde, Strauben und Schöndamerau (polnisch Dąbrowa) besaß. Seine Erben verkauften die Lindenauer Güter 1739 an den Generalfeldmarschall Friedrich Leopold von Geßler (1688–1762), der sie noch im gleichen Jahr an seinen Schwager, den Grafen Albrecht Sigismund von Zeiguth-Stanislawski (1688–1768), einen außerehelichen Sohn des sächsischen Kurfürsten und polnischen Königs August II. („der Starke“) weitergab.
Graf von Zeiguth-Stanislawski und seine Gattin Prinzessin Luise Albertine von Holstein-Beck (1694–1773) ließen in Lindenau das stattliche Gutshaus erbauen, dessen Vorbild das 1731 fertiggestellte Palais Königs Friedrich Wilhelms I. in Königsberg (Kaliningrad) an der Königsstraße gewesen sein soll. Der Graf nutzte das Gut als seinen Sommersitz.
Im Jahre 1773 gingen die Lindenauer Güter zunächst an Herzog Karl Ludwig von Holstein-Beck (1690–1774) über, danach an den Prinzen Friedrich Karl Ludwig von Schleswig-Holstein-Sonderburg-Beck (1757–1816), ab 1775 Herzog von Holstein-Beck. Dieser war mit der Gräfin Friederike Amalie von Schlieben verheiratet. In Lindenau schuf das Herzogspaar den stattlichen Park in seiner künstlerischen Gestaltung, der Herzog selbst stand mit dem Landwirtschaftsreformer Albrecht Thaer (1752–1828) in regem Gedankenaustausch.
Lindenau erlebte in der zweiten Hälfte des 18. Jahrhunderts wohl seine größte Glanzzeit. Dennoch mussten die Güter Lindenau und Grunenfeld aus wirtschaftlichen Gründen versteigert werden und gingen 1820 an Heinrich von Wolki, 1838 an den Grafen zu Dohna-Lauck (1840–1909), dessen Familie das damals 1094 Hektar große Rittergut Lindenau mit Vorwerk Wilhelmshof (Goleszewo) bis 1945 besessen und bewirtschaftet hat. Letzter Herr auf Lindenau war der Offizier und spätere Politiker Horst von Restorff (1880–1953).
Ab dem 11. Juni 1874 wurde aus den Landgemeinden Breitlinde (Wola Lipowska) und Kirschdorf (Kiersy) sowie den  Gutsbezirken Henneberg (Kokoszewo) und Lindenau der Amtsbezirk Lindenau gebildet. Am 1. Januar 1883 war auch der Gutsbezirk Strauben (Strubiny) eingegliedert. Im Jahre 1928 dann wurde der bisherige Gutsbezirk Lindenau in eine Landgemeinde umgewandelt, sodass am 1. September 1931 der Amtsbezirk Lindenau lediglich noch aus den drei Gemeinden Breitlinde, Kirschdorf und Lindenau bestand. Dieser Zustand blieb bis 1945 erhalten.
Im Jahre 1910 zählte Lindenau 333 Einwohner. Ihre Zahl stieg bis 1933 auf 402 und betrug 1939 noch 396. 
Bis 1945 gehörte Lindenau zum Landkreis Heiligenbeil im Regierungsbezirk Königsberg der preußischen Provinz Ostpreußen. Seit 1945 ist das Dorf, aus dem die deutsche Bevölkerung geflüchtet oder vertrieben worden war, unter dem Namen Lipowina polnisch und gehört zur Landgemeinde Braniewo im Powiat Braniewski in der Woiwodschaft Ermland-Masuren (1975 bis 1998 Woiwodschaft Elbląg). Der Ort zählt heute fast 900 Einwohner. Das ehemalige Rittergut wurde ein Staatsgut. In der Silvesternacht 1978 brannte das Gutshaus vollständig aus. Die noch stehenden Wände sind seither dem Verfall preisgegeben.

## Religion

### Pfarrkirche
Ende des 15. Jahrhunderts wurde in Lindenau ein aus Feldsteinen erbautes Gotteshaus errichtet. Im Jahre 1575 erfolgte ein Umbau des Kirchturms, im 18. Jahrhundert fanden umfangreiche Renovierungsarbeiten statt. Im Zweiten Weltkrieg wurde das Gebäude zerstört.
Eine Kirchenglocke hat den Zweiten Weltkrieg überstanden und wurde auf einem Glockenfriedhof gefunden. Sie läutet als sogenannte Patenglocke seit 1952 in einem freistehenden Glockenträger am Paul-Gerhardt-Gemeindehaus in Hameln an der Weser, Niedersachsen. Ihr Klang: cis″, Bronze, Gussjahr 1650,  Gießermeister Michael Dornmann in Elbing (heute polnisch: Elbląg). Ihre Inschriften lauten: 
- Durchs Feuer floss ich, Michael Dornmann goss mich, und:
- Durch das Feuer bin ich geflossen, Michael Dornmann hat mich gegossen.

Eine zweite Glocke ist eine Patenglocke aus Pellen (polnisch: Piele), der einstigen Nachbarkirche von Lindenau.  
Nach 1945 konnte in Lipowina eine neue römisch-katholische Kirche errichtet werden, die den Namen der Maria, der „Königin Polens“, trägt.

### Kirchspiel/Pfarrei
Lindenau ist ein vorreformatorischer Kirchort, der seit der Reformation ein evangelisches Kirchspiel, „Groß Lindenau“ genannt, bildete. Es gehörte bis 1945 zum Kirchenkreis Heiligenbeil in der Kirchenprovinz Ostpreußen der Kirche der Altpreußischen Union. Zum Kirchspiel Lindenau gehörten mehr als 1000 Gemeindeglieder, die in dreizehn Kirchspielorten wohnten (* = Schulorte):
| - *Breitlinde (heute polnisch: Wola Lipowska) - Damerau (Dąbrowa) - Henneberg (Kokoszewo) - Kirschdorf (Kiersy) - *Lindenau (Lipowina) - Maternhöfen (Maciejewo) - Mertensdorf (Marcinkowo) | - Mücken (Miki) - Pagendorf (Zakrze) - *Sonnenstuhl (Świętochowo) - Strauben (Strubiny) - *Vogelsang (Zakrzewiec) - Wilhelmshof (Goleszewo) |

Am 3. Mai 1990 wurde in Lipowina wieder eine – jetzt allerdings katholische – Pfarrei errichtet. Sie gehört zum Dekanat Braniewo (Braunsberg) im Erzbistum Ermland der Katholischen Kirche in Polen. Hier lebende evangelische Kirchenglieder gehören zur Diözese Masuren der Evangelisch-Augsburgischen Kirche in Polen.

### Pfarrer
Von der Reformation bis zur Vertreibung im Jahre 1945 amtierten in Lindenau als evangelische Geistliche:
| - Caspar Scheibichen, 1541–1545 (war zugleich Pfarrer in Grunau) - Franziscus Rüdiger, 1550/1553 - Peter Reinhard, 1554–1590 - Matthäus Gisäcus, 1590–1636 - Peter Gisäcus, 1636–1656 - Paul Crüger, 1656–1661 - Melchior Becker, 1660–1665 - Johann Steinböck, 1665–1693 - Heinrich Möller, 1693–1705 - Georg Keber, 1706–1711 - Jacob Michael Weber, 1711–1721 | - Johann Böhnke, 1721–1732 - Karl Sigismund Krüger, 1733–1759 - Christian Fr. Borchert, 1760–1787 - Christlieb L. Augar, 1787–1798 - Johann Gotthilf Pohl, 1798–1810 - Johann Friedrich Berck, 1810–1827 - Philipp Jacob Tobien, 1827–1844 - Theodor Eduard Giese, 1845–1885 - Ludwig Th. B. Ankermann, 1885–1899 - Otto Balzer, 1899–1907 - Gustav Sulanke, 1907–1917 - Helmut Guddas, 1917–1945 |

## Persönlichkeiten

### Söhne und Töchter des Ortes
- Friedrich Wilhelm (1785–1831), Herzog von Schleswig-Holstein-Sonderburg-Glücksburg
- Horst von Restorff (1880–1953), deutscher Offizier, Gutsbesitzer und Politiker (DNVP)

### Mit dem Ort verbunden
- Albrecht Sigismund von Zeiguth-Stanislawski, Generalpostmeister Preußens, seit 1736 Reichsgraf, verstarb am 16. September 1768 auf Gut Lindenau
- Friedrich von Restorff (1840–1909), seit 1864 Rittergutsbesitzer in Lindenau, Mitglied des Provinziallandtages in Ostpreußen